# Xólkovo
Xólkovo (en rus: Шёлково) és un poble de l'óblast de Leningrad, a Rússia, que el 2017 tenia 41 habitants, pertany al districte de Vólossovo.